# Ahmed Gasmi
Ahmed Gasmi (sinh ngày 22 tháng 11 năm 1984) là một cầu thủ bóng đá người Algérie thi đấu cho NA Hussein Dey ở Giải bóng đá hạng nhất quốc gia Algérie.

## Sự nghiệp câu lạc bộ
Ngày 27 tháng 6 năm 2010, Gasmi ký bản hợp đồng 1 năm cùng với JSM Béjaïa, gia nhập theo dạng chuyển nhượng tự do từ USM Annaba.

## Sự nghiệp quốc tế
Ngày 29 tháng 10 năm 2009, Gasmi được triệu tập vào đội tuyển quốc gia Algérie A' bởi huấn luyện viên Abdelhak Benchikha lần đầu tiên vào trại tập luyện. Ngày 3 tháng 3 năm 2010, Gasmi có màn ra mắt chính thức cho đội bóng khi đá chính trong chiến thắng 4-0 trước Lichtenstein.

## Danh hiệu
- USM Alger
  - Cúp bóng đá Algérie: 2012–13
  - UAFA Club Cup: 2012–13
  - Siêu cúp bóng đá Algérie: 2013
  - Ligue 1: 2013-14